# Dolina Zeleného plesa
Dolina Zeleného plesa je údolí ve slovenské části Vysokých Tater. Je západní větví Doliny Kežmarské Bílé vody. Protéká jí Zelený potok.

## Turistika
Údolí patří k oblíbeným cílem turistů, ale slouží i jako zastávka během výstupu na Jahňací štít. Nachází se zde Chata u Zeleného plesa i stanice Horské služby.

## Turistické cesty
- Po  značce od jezera Veľké Biele pleso
- Po  značce od Skalnatého plesa přes Velkou Svišťovku
- Po  od zastávky SAD Bílá Voda na Jahňací štít (2 229 m n. m.)